# Tarquinia (matka Lucia Bruta)

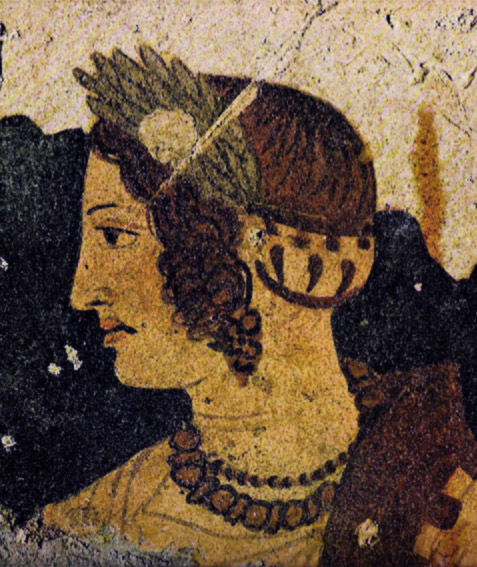
Detail nástěnných maleb etruské hrobky Orcus v Tarquinii. Nejedná se o obraz Tarquinie, ale o etruskou šlechtičnu v 6. století před naším letopočtem.

V rané pololegendární historii Říma vystupuje Tarquinia jako dcera Lucia Tarquinia Prisca, pátého římského krále (a buď sestra nebo teta sedmého a posledního římského krále, Luciuse Tarquiniuse Superba). Její otec, Lucius Tarquinius Priscus, ji provdal za Servia Tullia, šestého římského krále. Byla matkou Lucia Iuniuse Bruta, který svrhl monarchii a v roce 509 př. n. l. se stal jedním z prvních římských konzulů. Měla dalšího syna, kterého usmrtil Superbus poté, co převzal moc v Římě od Servia.

## Populární kultura
Tarquinia je postava z významných her Johna Howarda Payna a Richarda Cumberlanda.